# Постав-Муковский сельский совет (Чернухинский район)
Постав-Муковский сельский совет (укр. Постав-Муківська сільська рада) — входит в состав
Чернухинского района
Полтавской области
Украины.
Административный центр сельского совета находится в 
с. Постав-Мука.

## Населённые пункты совета
- с. Постав-Мука
- с. Лесовая Слободка
- с. Пацалы
- с. Сухоносовка